# Lukáš Vaculík (fotbalista)
Lukáš Vaculík (* 6. června 1983, Brno) je český fotbalista hrající za FC Vysočina Jihlava. A současný kapitán týmu FC Vysočina Jihlava.

## Fotbalová kariéra
Lukáš Vaculík začínal s fotbalem v týmu FC Dosta Bystrc-Kníničky, odkud se v roce 1994 přesunul do Jihlavy. V týmu vydržel až do roku 2004, kdy se jeho novým působištěm stala Mladá Boleslav. V FK Mladá Boleslav působil (s výjimkou hostování v SK Hanácká Slavia Kroměříž v roce 2005) do roku zimy 2006, kdy se stěhoval do Příbrami. O rok později odešel na své první zahraniční angažmá do Spartaku Trnava, kde ale vydržel pouze půl roku a opět měnil působiště. Jeho novým zaměstnavatelem byl tým FC Viktoria Plzeň. V roce 2009 vyměnil dres plzeňské Viktorky za dres žižkovské Viktorky. V roce 2010 se rozhodl podepsat smlouvu s Jihlavou, ale krátce poté odešel na hostování do kyperského týmu Nea Salamina Famagusta. Z Kypru se po půl roce vrátil zpět do FC Vysočina Jihlava.

## Pohárová Evropa
V dresu FK Mladá Boleslav se představil také v evropských pohárech. Zahrál si např. v boji o Ligu mistrů s Galatasarayem Istanbul nebo se podílel na vítězství v boji o Pohár UEFA s týmem Olympique Marseille, kde se na hřišti střetl i s francouzským reprezentantem Franckem Ribérym. Ve skupině Poháru UEFA pak Mladá Boleslav hrála např. s Panathinaikosem Atheny či s Paris Saint-Germain.

## Úspěchy
- FC Vysočina Jihlava
  - semifinále Poháru ČMFS (2003/04)
  - postup do Gambrinus ligy (2011/12)
- FK Mladá Boleslav
  - postup do Gambrinus ligy (2004/05)
  - 2. místo v Gambrinus lize (2005/06)